# یغیا کاهانای

یغیا کاهانای (ارمنی: Եղիա քահանայ؛ انگلیسی: Ełia Kahanay زادهٔ )  کشیش یعقوب‌گرا ح. ۱۶ام یا ۱۷ام، اهل ارمنستان بود.

## زندگی‌نامه
تاریخی ناشناس که مصائب یغیا، یک کشیش یعقوبی، را به دست ترک‌ها در خاربرت (هارپوت، ترکیه) به تصویر می‌کشد. 